# Атрибути мистецтв
«Атрибути мистецтв»  — назва одного з натюрмортів відомого французького художника середини 18 століття. Жан Батист Сімеон Шарден створив його на замовлення з Росії. Зберігається в музеї Ермітаж.

## Особливе місце в мистецтві
Шарден посідає особливе місце в мистецтві Франції 18 століття через відсутність в творчому надбанні релігійних та міфологічних картин, невелику кількість картин побутових і відсутність тогочасної освіти. Саме відсутність тогочасної освіти спричинила неповторний розвиток митця, що спрямував свої зусилля на розробку натюрмортів, жанру непрестижного і нібито неголовного, допоміжного за уявою тих часів.
Непрестижність натюрмортів мало хвилювала художника. І, відволікаючись на створення картин з побутовою тематикою, він раз у раз повертався до створення натюрмортів. Демократичні смаки Шардена відбилися на відборі речей для картин - скляна пляшка, скат, чарка з вином поряд з фруктами. Один з натюрмортів взагалі присвячений звичному кухонному посуду небагатої родини, що має назву «Мідяний бак». Подібні речі годі й шукати в творах художників-сучасників Шардена, заклопотаних створенням парадних портретів аристократів, нюансами відносин неіснувавших міфологічних персон, дрібницями модного і скороминущого, грайливого рококо.
Нечасто, але і він зображував в натюрмортах квіти, що відповідало пануючим смакам в натюрмортах.

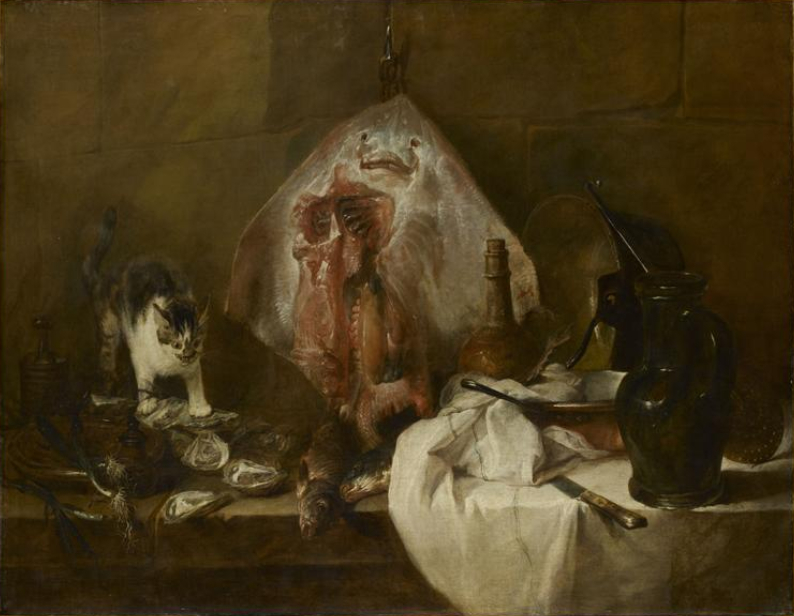
Натюрморт «Скат». 1728 р. Лувр, Париж.
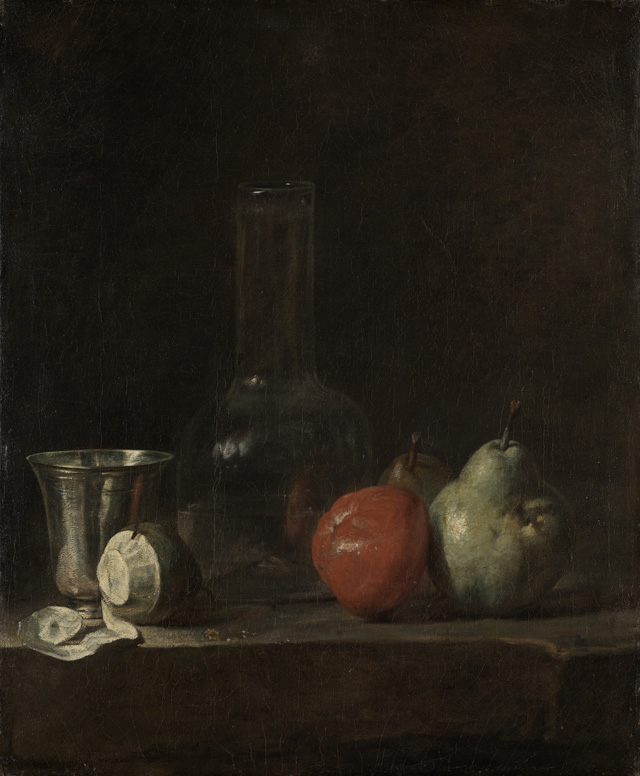
Натюрморт з скляною пляшкою,бл.1750
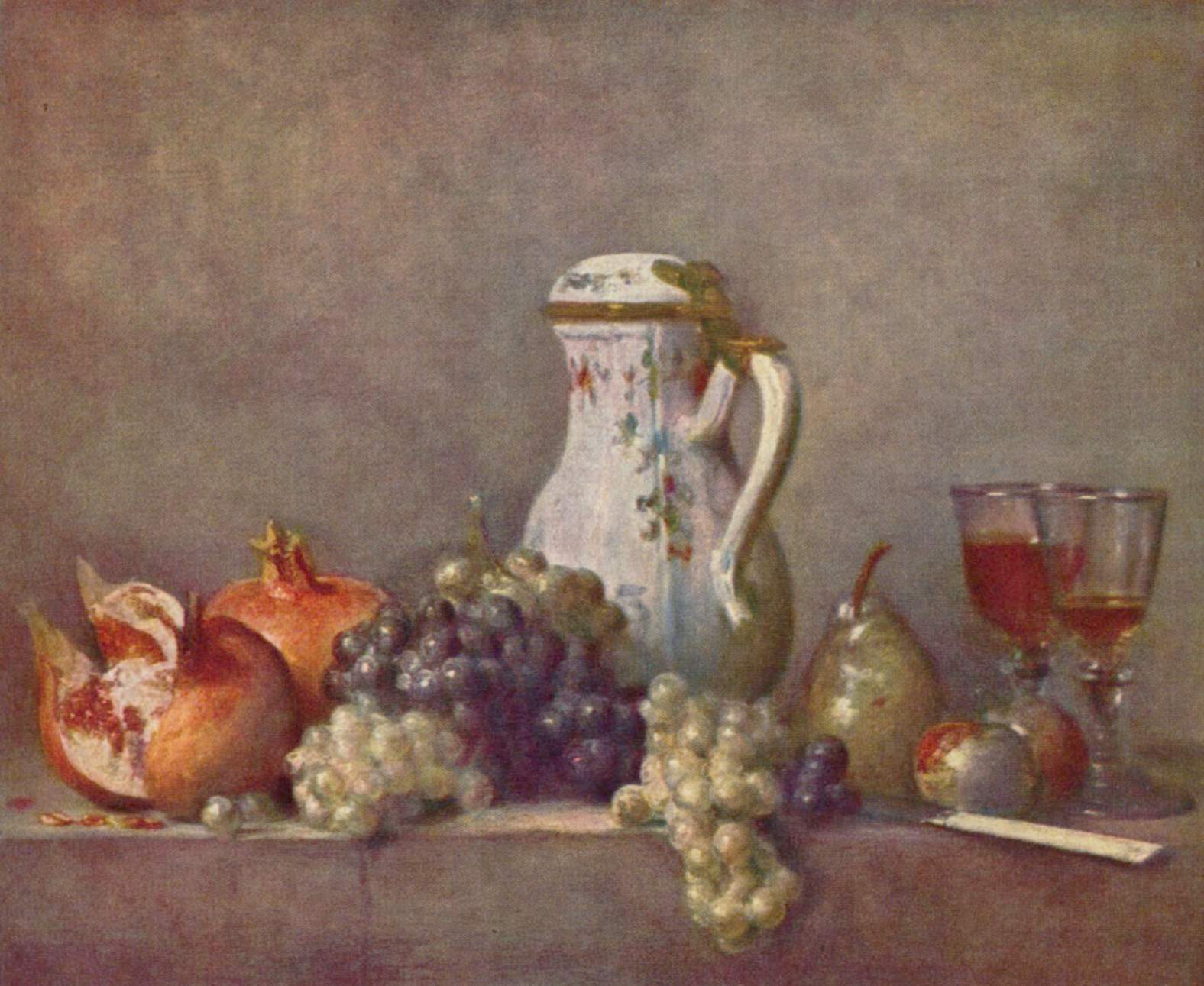
«Виноград і гранати», 1763 р. Лувр, Париж
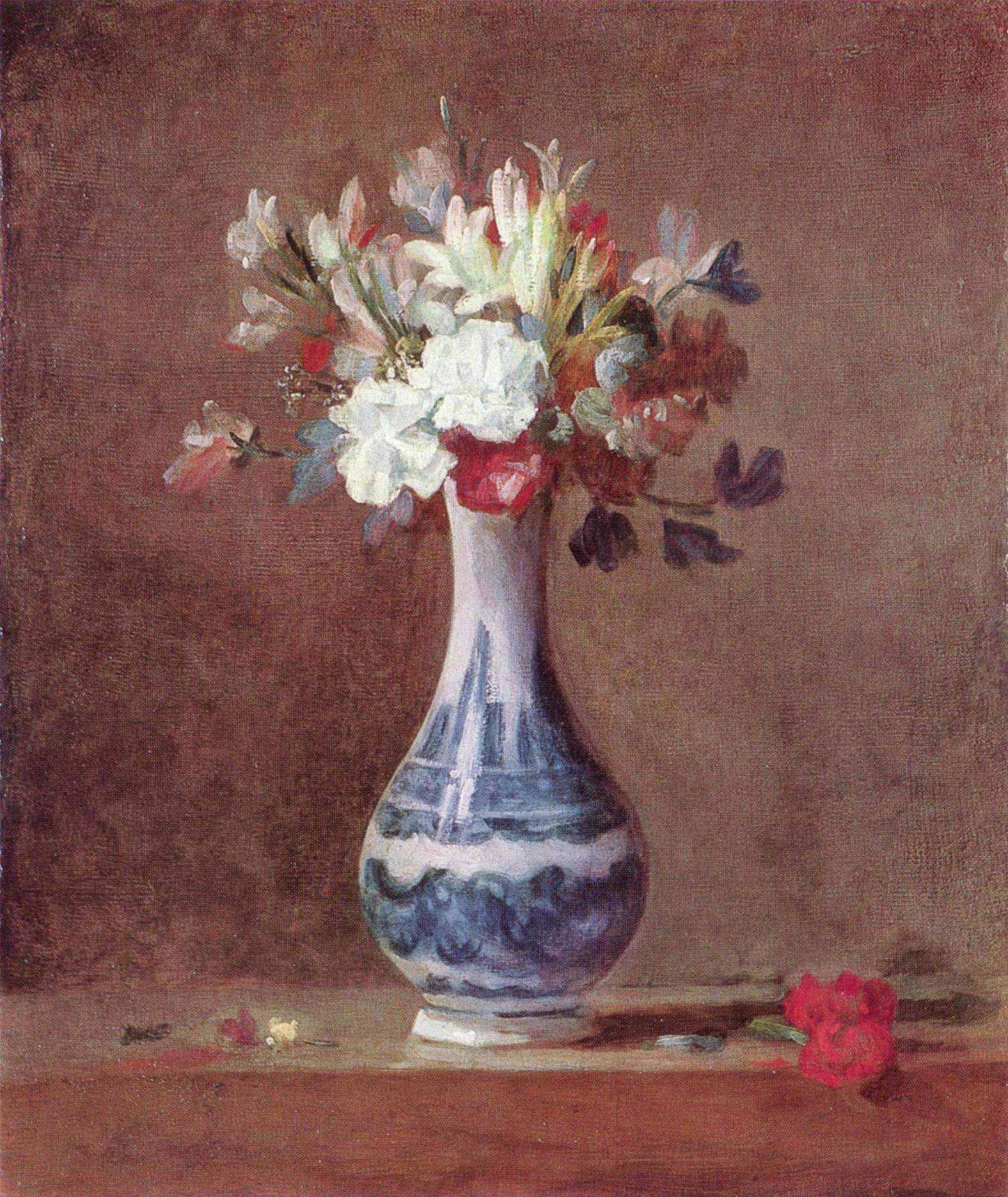
Натюрморт з квітами,1760-1763 рр. Національна галерея Шотландії, Единбург

## Натюрморти на замову
Але іноді він отримував і замови на натюрморти. Чутки про незвичного художника, що створив декілька картин для самого короля Франції, дійшли до Петербурга. Імператриця Катерина ІІ і замовила тоді майстру декілька картин. Шарден і створив для вельможної замовниці натюрморти, що відрізнялися своєю тематикою від решти ним зроблених. Добре розуміючи, що ці картини прикрасять палацову залу, він звернувся до теми вільних мистецтв, причетність до яких охоче декларували аристократи французькі чи російські.

## Атрибути мистецтв
В натюрмортах для імператриці нема ніякого кухонного посуду чи побутових речей, недоречних в палаці. На столі трохи хаотично і тісно розміщені речі, що мають нагадувати тільки про вільні мистецтва. Це й обумовило зображення книг, палітри з пензлями, гіпсової фігурки Меркурія, папок для зберігання малюнків, креслення архітектора з опрацюванням плану якоїсь споруди. Відбираючи речі для натюрморту, Шарден подав тему трьох шляхетних мистецтв. Креслення будівничого уособлювали архітектуру, фігурка Меркурія - скульптуру, а палітра з пензлями - живопис. Як натяк на вищі досягнення художника - орден-хрест на синій стрічці, що був нагородою для уславлених митців Франції.